# 汤玛氏䗉螺
汤玛氏䗉螺（学名：Umbonium thomasi），又名托氏䗉螺，是原始腹足目钟螺科䗉螺属的一种。

## 分佈
主要分佈於韩国、台湾，常栖息在潮间带沙滩或泥滩。